# Schnellzement
Schnellzement (engl. regulated-set cement, jet cement) ist ein Zement, der besonders schnell abbindet.
Mit Schnellzement hergestellte Mörtel haben in der Regel eine Topfzeit (Verarbeitungszeit) von zwei bis drei Minuten, eine Erstarrung tritt bereits nach fünf bis sieben Minuten ein, jedoch gelten auch Zemente mit Verarbeitungszeiten bis zu einer Stunde als Schnellzement.
Schnellzement enthält einen hohen Anteil an Calciumfluoroaluminat (11 CaO · 7 Al2O3 · CaF2, einer Variante des Friedelschen Salzes) und darüber hinaus eventuell auch andere Zementbeschleuniger. Schnellzement ist keine normierte Zementart gemäß EN 197-1.
Schnellzement eignet sich insbesondere für Reparaturen und Situationen, bei denen eine schnelle Belastbarkeit notwendig ist, wie z. B. das Einzementieren von Dübeln und Haken. Er kann im Heimwerkerbereich vor allem da eingesetzt werden, wo schnelle Abbindezeiten wie von Gips, jedoch Wasser- und Wetterfestigkeit sowie höhere Belastbarkeit gefragt sind.
Schnellzemente mit Abbindedauern um 30 Minuten dienen z. B. der Estrichsanierung, nach der Sanierung kann der neue Boden oft schon am nächsten Tag normal genutzt werden.
Die schnelle Abbindezeit macht einen Einsatz im regulären Baubetrieb z. B. in der Betonherstellung unmöglich. Zum einen sind selbst Topfzeiten um die 30 Minuten auf einer Großbaustelle viel zu kurz, in der Regel dauert der Antransport bereits länger. Zum anderen wird der Mörtel durch die sehr kurze Abbindezeit beim Abbinden auch sehr warm, bei dickeren Schichten neigt er daher zu Rissbildungen. Außerdem ist die Belastbarkeit von Schnellzement geringer als bei normalem Zement (und z. B. daraus hergestelltem Beton), sodass sein Einsatzbereich beschränkt ist.